# Odorant d'hydrogène
 (août 2022).
Un odorant d'hydrogène est une substance ajoutée en quantité infime au dihydrogène pour le rendre détectable olfactivement. Le dihydrogène seul étant incolore et presque inodore, l'odorant permet que les fuites soient détectées avant qu'un incendie ou une explosion ne se produise. Il est rendu obligatoire par les législations de nombreux pays.
On utilise ainsi l'isobutyrate d'éthyle, à l'odeur de chou pourri[réf. nécessaire]. Les odorants sont considérés comme non toxiques dans les concentrations extrêmement faibles présentes dans l'hydrogène gazeux livré à l'utilisateur final[réf. nécessaire].
Pour les mêmes raisons de sécurité, des thiols sont utilisés dans le gaz fossile.